# Ostrovnoi
|  | Per a altres significats, vegeu «Ostrovnoi (Primórie)». |

Ostrovnoi (Островной), anteriorment coneguda com a Murmansk-140 (Му́рманск-140), és una ciutat tancada de l'óblast de Múrmansk, a Rússia. Al cens de 2010 tenia 2,171 habitants, un nombre substancialment inferior als 5,032 habitants registrats al cens de 2002.
Es troba a la costa nord-est de la península de Kola, a la mar de Barentsz, a 12 km del riu Iokanga i a l'oest del cap de Sviatoi. Es troba en una regió particularment aïllada sense carretera ni via ferroviària, a 360 km al sud-est de Múrmansk i a 430 km al nord d'Arkhànguelsk.
La primera menció d'una localitat, anomenada Iokanga, es remunta al segle xvi. S'hi instal·là una base naval el 1938 amb el nom de Grémikha. És un dels pocs ports de la península de Kola que no es glaça durant l'hivern. Grémikha rebé l'estatus d'entitat urbana el 1957. El 1981 obtingué l'estatus de ciutat amb el nom de Múrmansk-140. Finalment la ciutat es reanomenà Ostrovnoi el 1992.